# Euxoa waltharii
Euxoa waltharii är en fjärilsart som beskrevs av Corti 1931. Euxoa waltharii ingår i släktet Euxoa och familjen nattflyn. Inga underarter finns listade i Catalogue of Life.